# Guerra civil do Sri Lanka
A Guerra Civil do Sri Lanka (em cingalês:  ශ්‍රී ලංකාවේ ත්‍රස්තවාදය; em tâmil:  ஈழப் போர்) foi um conflito armado interno travado na ilha de Sri Lanka. Tendo começado em 23 de julho de 1983, foi um período de insurgência intermitente, encabeçada pelo grupo conhecido como Tigres de Liberação do Tamil (ou LTTE, em sua sigla em inglês), contra o governo central cingalês. Os rebeldes tâmeis lutavam para formar um estado independente chamado Tamil Eelam nas partes norte e leste do Sri Lanka. A guerra durou quase vinte e seis anos, terminando numa violenta ofensiva do exército cingalês, lançada entre 2008 e 2009.
Nos quase vinte e seis anos de conflito, os combates causaram enorme sofrimento na população civil, arrasando cidades e vilarejos, destruindo o meio ambiente e gerando enormes perdas na economia do Sri Lanka, com estimativas do total de mortos ficando entre 80 000 e 100 000 pessoas. Em 2013, um painel da ONU estimou o total de mortos em torno de 40 mil pessoas, mas afirmou que o total de fatalidades pode ter sim passado de cem mil. No começo da guerra, o governo cingalês tentou reconquistar os territórios controlados pelos Tigres do Tamil com táticas militares convencionais. Os rebeldes travaram lutas não-convencionais contra as forças do governo, engajando em ações de guerrilha de forma eficiente, utilizando táticas violentas, não fazendo distinção entre combatentes e civis. Como resultado, dezenas de países, como os Estados Unidos, Índia, Canadá e as nações da União Europeia, declararam o LTTE como uma organização terrorista. Para combater os separatistas, o exército do Sri Lanka adotou medidas cada vez mais duras em áreas controladas pelos rebeldes Tamils, brutalizando a população civil, maltratando prisioneiros, assassinando pessoas a sangue frio e ignorando direitos básicos da população, como habeas corpus, além de prisões arbitrárias, torturas, estupros e outras violações de direitos humanos. Como retaliação, os separatistas Tamils recorreram a táticas igualmente brutais, eliminando simpatizantes do governo central, matando prisioneiros e, posteriormente, recorrendo a atentados suicidas através de organizações como os Tigres Negros (கரும்புலிகள், em tamil) que, entre 1987 e 2009, realizou quase 200 atentados em vários locais, tanto no Sri Lanka como na Índia. As táticas utilizadas pelos Tigres Negros são consideradas as precursoras dos atuais ataques suicidas que são vistos no mundo, como a utilização de militantes à paisana munidos com cinturões explosivos.
Após mais de duas décadas de guerra e quatro fracassadas conversações de paz, incluindo uma má concebida intervenção armada por parte do exército da Índia (feita pela chamada Força de Manutenção de Paz Indiana), de julho de 1987 a março de 1990, e após duras negociações, um acordo de cessar-fogo foi firmado em dezembro de 2001 e, no ano seguinte, um outro acordo para pausar as hostilidades foi assinado, mediado por nações estrangeiras. Contudo, combates, ainda que limitados, voltaram a acontecer a partir de 2005 e as hostilidades retomaram com toda a força quando o governo central cingalês lançou, em julho de 2006, uma enorme ofensiva militar contra os separatistas dos Tigres do Tamil, expulsando-os da Província Oriental da ilha. Os rebeldes do LTTE prometeram então retomar a luta armada "em nome da liberdade" e a violência se intensificou, com ambos os lados sendo acusados de incontáveis crimes de guerra, especialmente as forças do governo. Imagens de execuções sumárias, ataques a vilarejos indefesos, estupros e torturas, físicas e psicológicas, foram reportados em relatórios da comunidade internacional, mas nenhuma represália foi feita pelas potências ocidentais contra o governo cingalês enquanto eles aumentavam a pressão sobre os rebeldes.
Em 2007, o governo cingalês mudou seu foco para o norte do país, formalmente anunciando que não respeitaria os acordos de cessar-fogo de 2002 e lançando uma pesada ofensiva militar contra os últimos redutos dos Tigres do Tamil. O governo alegou que os separatistas haviam violado o cessar-fogo primeiro, repetidas vezes. O governo começou cercando os territórios rebeldes, afundando navios de contrabando de armas e cortando suas rotas de suprimento (especialmente pela via marítima). Novamente, a comunidade internacional ignorou acusações de crimes de guerra cometidos pelo exército cingalês e ajudou o governo do Sri Lanka a destruir a infraestrutura econômica dos Tigres do Tamil ao cortar seus meios ilegais de financiamento. O governo cingalês, por sua vez, utilizando armamento superior de suas forças armadas, começou a tomar enormes porções de territórios dos Tigres do Tamil, incluindo a cidade de Kilinochchi, a de facto capital separatista, sua principal base militar em Mullaitivu e toda a importante rodovia A9, forçando os Tigres do Tamil a recuar e, enfim, conceder a derrota, em maio de 2009. Após a vitória do governo sobre os Tigres do Tamil nos campos de batalha, um pequeno grupo pró-LTTE, chamado Aliança Nacional Tâmil, abandonou suas exigências por um estado separado em favor de uma solução federal e mais autonomia para a região tâmil. Em maio de 2010, Mahinda Rajapaksa, o então presidente do Sri Lanka, acusado por muitos de ser um dos principais perpetradores de vários crimes contra a humanidade durante a guerra através dos seus exércitos, criou a Comissão de Lições Aprendidas e Reconciliação (ou LLRC, na sigla em inglês) para pesquisar a respeito do período do conflito entre 2002 e 2009 e buscar firmar, de forma mais duradoura, o cessar-fogo após o término das hostilidades.

## Origem e evolução
O Mahavamsa, um registro religioso antigo do Sul da Índia, já relatava conflito entre o povo tâmil e os cingaleses. Porém, a origem do conflito atual é da época do Pacto Colonial Britânico, quando o país ainda era conhecido como Ceilão. No começo do século XX, surgiu um movimento político nacionalista com o objetivo de conseguir a independência da ilha, que foi concedido pelo Reino Unido de forma pacífica em 1948. Porém, os conflitos entre o povo tâmil e os cingaleses começaram logo após a promulgação da primeira constituição do Sri Lanka. O Sinhala Only Act, uma declaração do então primeiro-ministro, S. W. R. D. Bandaranaike, que trata sobre a política que trata a língua cingalesa como a única língua oficial do país, foi um dos motivos principais que levou ao conflito armado no país. O estabelecimento da guerra civil foi o resultado direto do escalonamento dos conflitos que se seguiram. As revoltas populares de 1950, de 1977 e a formação da "Frente Unida de Libertação do Tâmil (TUFA), juntamente com a sua "Resolução Vaddukkodei", foram os eventos chave para o estabelecimento da guerra civil no país. Isto levou a hostilidades de ambos os lados.

## Início da guerra civil ou a guerra de Eelam I
Apoiados por conflitos políticos em andamento no Sri Lanka, jovens tâmis, já influenciados pela política, começaram a formar grupos militares no norte e no leste do Sri Lanka. Estes grupos formaram-se independentemente das lideranças tâmis em Colombo, que foram extintas pelos próprios grupos militares. O mais importante desses grupos é os Tigres da Libertação do Tamil Eelam (LTTE). Inicialmente, os Tigres do Tâmil usavam-se de violência, realizando atentados contra policiais e políticos moderados tâmis. A primeira grande operação dos Tigres do Tâmil foi o assassinato do prefeito de Jaffna, Alfred Duraiappah, em 1975. De fato, o estabelecimento do conflito armado foi baseado em assassinatos de políticos e de pessoas influentes. O próprio líder dos Tigres do Tâmil, Vellupillai Prabhakaran, assassinou um membro tâmil do Parlamento do Sri Lanka, M. Canagaratnam, em 1977.
Em julho de 1983, Os Tigres do Tâmil lançaram um ataque contra o Exército do Sri Lanka, matando 13 soldados. A população cingalesa retaliou o ataque, e organizou massacres e carnificinas contra tâmis em Colombo e aos arredores. Entre 400 e 3 000 pessoas tâmis foram mortas naquele julho, conhecido como Julho Negro. Outros milhares de tâmis fugiram de regiões predominantemente cingalesas. O ataque dos Tigres do Tâmil contra o exército e a retaliação desproporcional da população cingalesa foi o estopim inicial da guerra civil do Sri Lanka, que se arrasta até os dias de hoje.
Houve inicialmente vários grupos militares tâmis, mas a posição política dos Tigres do Tâmil, baseada na Organização para a Libertação da Palestina, foi a única entre os grupos militares. No ano seguinte, os Tigres do Tâmil promoveram ataques avalassadores, tais como o massacre das fazendas Kent e Dollar, de 1984, e o massacre de Anuradhapura, que matou 146 pessoas em 1985. O massacre de Anuradhapura foi aparentemente retaliado pelas forças do governo, que mataram 23 civis no massacre do barco Kumudini. Com o passar do tempo, os outros grupos militares começaram a se fundir com os Tigres do Tâmil; aqueles que se recusaram a se fundir foram eliminadas pelos próprios Tigres. Como resultado, muitos grupos militares, já despedaçados, começaram a agir como grupos paramilitares juntamente com o governo do Sri Lanka, ou denunciaram a extrema violência e se juntaram com a tendência política principal do Sri Lanka. Alguns partidos remanescentes tâmis são totalmente opositores aos Tigres do Tâmil, que têm uma visão separatista.
As conversações de paz entre os Tigres do Tâmil e o governo do Sri Lanka começaram em 1985, mas logo falharam. Em 1986, houve outro massacre realizado pelos Tigres, o massacre de Akkaraipattu. Em 1987, as tropas governamentais conseguiram retirar os Tigres do Tâmil para fora da cidade de Jaffna. Durante aquele ano, a guerra atingiu o seu primeiro pico de atividade, com várias operações sangrentas de ambos os lados.
O Exército do Sri Lanka lançou uma forte ofensiva em maio e junho de 1987, com o objetivo de expulsar os simpatizantes dos Tigres do Tâmil da península de Jaffna. O evento foi a primeira operação do Exército do Sri Lanka no seu próprio solo desde a independência do país. A ofensiva obteve sucesso, porém, os líderes dos Tigres, Prabhakaran, e o líder da marinha dos Tigres do Tâmil, conhecido como Tigres Marinhos, Soosai, conseguiram escapar do exército.
Ainda em 1987, os Tigres do Tâmil realizaram o seu primeiro ataque suicida, quando um caminhão carregado de explosivos invadiu o acampamento do Exército, matando mais de 40 soldados. Desde então, os Tigres do Tâmil já realizaram mais de 170 ataques suicidas, mais que qualquer outra organização no mundo. Os ataques suicidas realizadas pelos Tigres tornaram-se também, uma "marca registrada" do grupo, e consequentemente, da guerra civil.

## Envolvimento da Índia
A Índia ficou envolvida na guerra civil do Sri Lanka por várias razões. Entre elas, pode-se mencionar o desejo da Índia de se tornar uma potência regional, e a preocupação das autoridades indianas sobre a situação dos tâmis indianos que vivem na província de Tâmil Nadu, que influenciados pelo conflito, poderiam querer também a independência. Este último foi particularmente uma forte preocupação, já que a população tâmil indiana apoiava fortemente da independência dos tâmis do Sri Lanka. Durante o conflito, os governos central e estadual da Índia apoiaram os dois lados do conflito de modos diferentes. Durante a década de 1980, a agência de inteligência da Índia, a Research and Analysis Wing (RAW) forneceu armas, treinamento e apoio monetário para grupos militares tâmis, incluindo os Tigres do Tâmil e o seu principal rival, a Organização para a Libertação do Tamil Eelam (TELO). O surgimento inicial dos Tigres do Tâmil foi baseado principalmente no apoio dado pela agência de inteligência indiana. Acredita-se que o motivo de a Índia ter apoiado vários grupos militares, rivais entre si, era de manter a dividida a busca pela independência dos tâmis, e com isso, manter o controle efetivo sobre a rebelião.
A Índia ficou mais participativa na guerra no final da década de 1980. Em 5 de julho de 1987, a Força Aérea Indiana lançou alimentos para a cidade de Jaffna, que estava cercada pelas forças do Sri Lanka. Naquele momento, o governo do Sri Lanka disse que estava perto de derrotar os Tigres, mas as 25 toneladas distribuídas pela Índia para os Tigres do Tâmil apoiaram e reforçaram os rebeldes. Negociações foram feitas, e foi assinado um acordo de paz entre a Índia e Sri Lanka em 29 de julho de 1987. No acordo, o governo do Sri Lanka fez uma série de concessões para os Tigres do Tâmil, incluindo a devolução de territórios já conquistados, incluindo a devolução do poder de duas províncias, a fusão da Província do Leste com a Província do Norte, formado então a Província do Nordeste, e além da inclusão da língua tâmil como idioma oficial do Sri Lanka. Por outro lado, a Índia concordou em estabelecer a ordem nas províncias do Leste e do Norte através de sua Força de Manutenção da Paz, e concordou em parar de apoiar as investidas tâmis. Inicialmente, os grupos militares tâmis relutaram em concordar com os requisitos previstos no acordo, mas entregaram as suas armas para a Força de Manutenção da Paz Indiana (IPKF).
Naquele momento, o governo do Sri Lanka pediu a presença do Exército Indiano. Com a Força de Manutenção da Paz Indiana atuando nas regiões rebeldes, houve um cessar-fogo e um modesto desarmamento dos grupos militares. Com isso, o governo do Sri Lanka recuou o seu exército e deixou o controle da situação para a IPKF.
Enquanto que a maioria dos grupos militar concordou em parar o conflito e em entregar as suas armas para a IPKF, os Tigres do Tâmil recusaram todas as propostas. Com isso, a IKPF teve que intervir mais agressivamente, entrando em conflito com os Tigres do Tâmil para tentar desmantelar a organização rebelde. O conflito entre o IPKF e os Tigres do Tâmil seguiu por três anos. Nesta época, a IPKF foi acusada de violar os direitos humanos. Além disso, a IPKF  também encontrou forte oposição por parte dos tâmis. Simultaneamente, os cingaleses também começaram a se tornar opositores da presença indiana no Sri Lanka. Isso levou ao governo do Sri Lanka a pedir a retirada indiana, alegando que não mais precisava da ajuda da Índia, já que tinha assinado secretamente um acordo de cessar-fogo com os Tigres do Tâmil. A resistência indiana de permanecer no Sri Lanka levou ao governo local a armar os grupos militares tâmis, seus rivais, para tentar retirar a ocupação da Índia no Sri Lanka. Porém, o primeiro-ministro indiano, Rajiv Gandhi, recusou em retirar a IPKF do território do Sri Lanka, tendo como consequência, o aumento das hostilidades contra a IPKF de ambos os lados. Porém, em dezembro de 1989, a derrota de Gandhi nas eleições parlamentares fez que a IPKF fosse retirada do Sri Lanka em março de 1990.

### Assassinato de Rajiv Gandhi e o apoio Pan-tâmil
O apoio da população indiana para com os Tigres do Tâmil caiu consideravelmente em 1991, após o assassinato do ex-primeiro-ministro Rajiv Gandhi por uma mulher bomba. Segundo a imprensa indiana, o líder dos Tigres do Tâmil, Prabhakaran, temia a volta do IPKF no caso de vitória de Gandhi nas eleições parlamentares de 1991. A Índia condenou em 1998 o líder dos Tigres do Tâmil pelo assassinato de Gandhi. A Índia permanece como um observador externo do processo em andamento pela obtenção da paz no Sri Lanka, e pede frequentemente a extradição de Velupillai Prabhakaran, líder dos Tigres do Tâmil.
Em 2008, a coalizão central tâmil na Índia foi abalada por ameaças, demissões, e por protestos baseados no nacionalismo tâmil, para que começasse apoiar os tâmis do Sri Lanka. Após a ascensão histórica do partido pró-tâmil ao poder na Índia, espera-se que haverá mais apoio indiano para com os tâmis no Sri Lanka. Por outro lado, outros líderes do Sri Lanka responsabilizaram o governo indiano em parte pela guerra civil no Sri Lanka. Todos os partidos tâmis da província indiana de Tâmil Nadu exigiram o cessar-fogo imediato. Como contrapartida, os tâmis do Sri Lanka acusam o próprio povo tâmil indiano de apoiar os cingaleses.

## Guerra de Eelam II

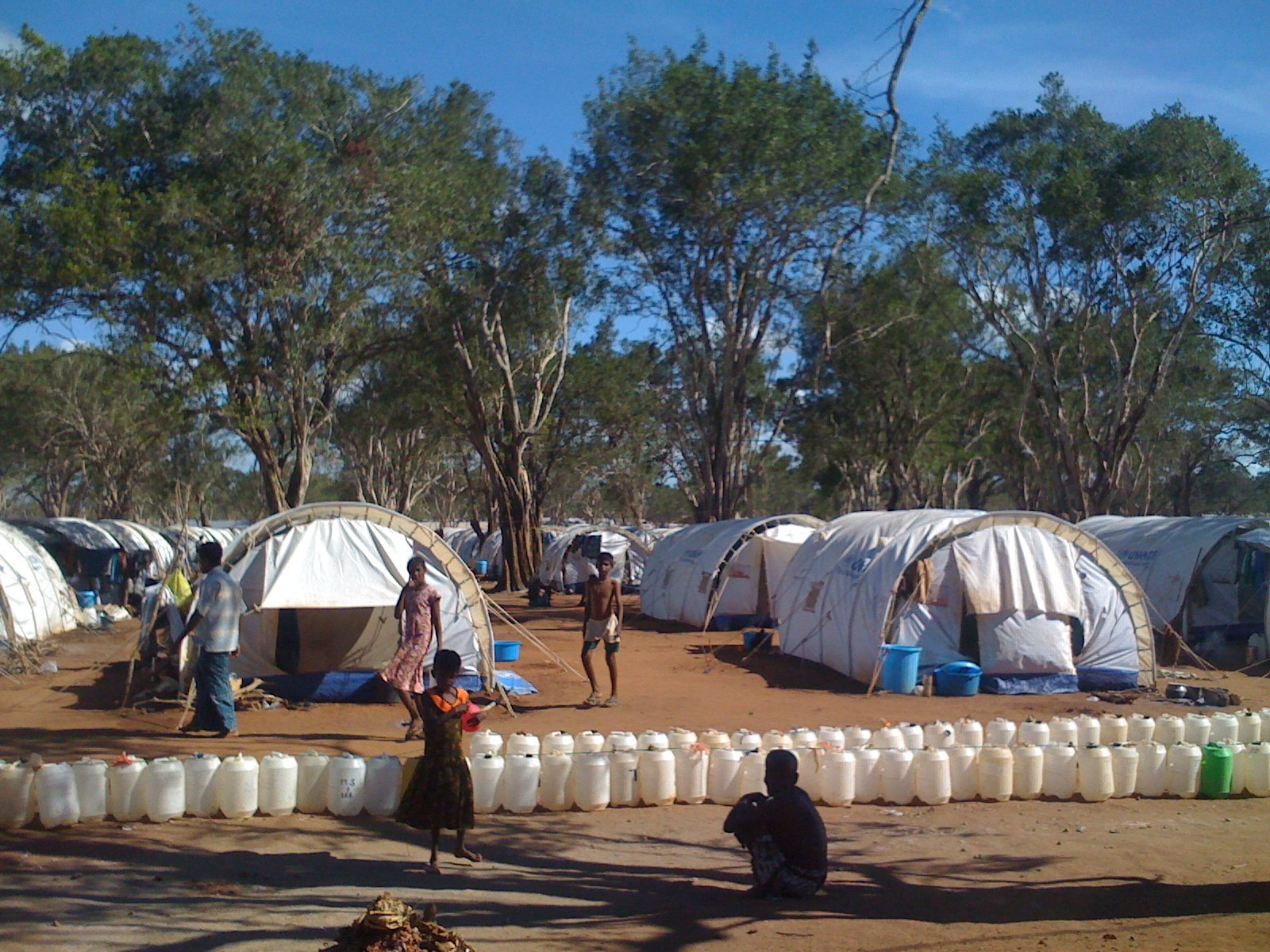
Um campo de refugiados, financiado pela ONU em Menik Farm, na cidade de Vavuniya, no extremo norte do Sri Lanka

Durante das décadas de 1980 e 1990, o governo do Sri Lanka tentou apaziguar a situação por fazer várias novas leis e emendas à constituição, tais como o reconhecimento oficial da língua tâmil como idioma oficial, e a fusão das províncias do Norte e do Leste em uma só, para formar a província do Nordeste.
Porém, a violência continuou. Os Tigres do Tâmil tomaram para si grandes quantidades de território do norte do Sri Lanka logo após a desistência da Força de Manutenção da Paz da Índia (IPFK). Uma tentativa de cessar-fogo ocorreu em 1990, quando os Tigres do Tâmil se firmaram como o principal grupo militar tâmil por aniquilar os outros grupos militares. Ao mesmo tempo, levantes marxistas aconteciam no sul do país. Quando os Tigres do Tâmil e o levante marxista liderado por Janatha Vimukhti Peramuna, se estabeleceram, ambos começaram a realizar ataques um contra o outro. No meio do fogo cruzado, o Exército do Sri Lanka tentou retomar a cidade de Jaffna.
Esta fase da guerra civil ficou conhecida como Guerra de Eelam II. Esta fase da violência no Sri Lanka ficou marcada por grandes massacres realizados pelos Tigres do Tâmil e pelo Exército do Sri Lanka. O clima de medo e impunidade se instaurou no norte do Sri Lanka. Os ataques envolviam também a minoria muçulmana na região. Como retaliação, os muçulmanos também realizaram massacres em vilas tâmis. Como resultado, os Tigres do Tâmil expulsaram todos os muçulmanos de Jaffna; cerca de 28 000 pessoas tiveram que deixar suas casas apenas com a roupa do corpo. A maior batalha da Guerra de Eelam II foi o cerco à Passagem do Elefante, base do Exército do Sri Lanka. Cerca de 5 000 Tigres do Tâmil cercaram a base militar e o confronto direto durou mais de 1 ano, levando à morte de 2 000 soldados de ambos os lados. Finalmente, o Exército do Sri Lanka teve que deixar a base em julho de 1992.
Em fevereiro de 1992, outras tentativas de capturar a cidade de Jaffna foram frustradas. Numa destas tentativas, o General Denzil Kobbekaduwa e o Major-General Vijaya Wimalaratne foram mortos numa explosão de uma mina. A morte de pessoas da alta elite do Exército causou grande impacto em todo Sri lanka. Uma das maiores conquistas dos Tigres do Tâmil durante a Guerra de Eelam II foi o assassinato do então presidente, Ranasinghe Premadasa, em maio de 1993.

## Guerra de Eelam III
Após um período de relativa calmaria em 1994, Chandrika Kumaratunga venceu as eleições presidenciais em Sri Lanka de 1994, baseado na promessa de estabelecer a paz no Sri Lanka. O cessar-fogo entre o governo e os Tigres do Tâmil foi oficialmente acordado em janeiro de 1995. Porém, os Tigres quebraram o acordo quatro meses depois, e deu início à guerra de Eelam III. A partir de então, o governo começou a pregar o ideal "guerra pela paz", e começou uma pesada investida contra as tropas dos Tigres na península de Jaffna. O Exército logo conseguiu conquistar a península e se dirigiu para a cidade de Jaffna. Após sete semanas de forte conflito, o Exército do Sri Lanka conseguiu tomar a cidade dos Tigres. Foi a primeira vez em mais de 10 anos que a cidade de Jaffna ficou sob o controle do governo. Segundo o próprio governo do Sri Lanka, mais de 2 500 soldados e rebeldes morreram na batalha. A pedido dos Tigres do Tâmil, a população de Jaffna realizou uma diáspora pelo todo o território do Sri Lanka; cerca de 350 000 pessoas deixaram a cidade para se refugiar em áreas mais remotas. Porém, praticamente toda a população que saiu da cidade retornou no ano seguinte.
Os Tigres do Tâmil responderam com a Operação "Ondas Incessantes" e ganhou a batalha de Mullaitivu, em julho de 1996. Como resposta, o governo lançou outra ofensiva no mês seguinte. A cidade de Kilinochchi foi tomada pelo Exército no final de setembro daquele ano. Porém, mais de 200 000 civis tiveram que fugir da região do conflito. Em maio de 1997, o Exército do Sri Lanka tentou tomar a área cortada por linhas de transmissão de eletricidade na região de Vanni, controlada pelos Tigres, mas falhou. Como retaliação, os Tigres mataram centenas de civis e espalharam seus corpos ao longo da trajetória da linha de transmissão.
Assim que a violência extrema persistia no norte do Sri Lanka, ataques terroristas realizadas pelos Tigres do Tâmil aterrorizavam o sul do Sri Lanka. Após um ataque dos Tigres a um templo budista, o governo do Sri Lanka considerou oficialmente os Tigres como uma organização terrorista e pediu para vários países do mundo a fazerem o mesmo. Como resultado, o financiamento de recursos para os Tigres do Tâmil ficou seriamente comprometido.
Em setembro de 1998, os Tigres do Tâmil lançaram a Operação "Ondas Incessantes II" e conseguiram com sucesso recapturar a cidade de Kilinochchi. Em março do ano seguinte, o governo lançou mais uma ofensiva para tentar tomar para si a região de Vanni. No entanto, os resultados foram apenas parciais. Como retaliação, os Tigres realizaram outros massacres de civis cingaleses. Os Tigres do Tâmil lançaram a Operação "Ondas Incessantes III" e reconquistaram os territórios perdidos. Além disso, os Tigres conquistaram importantes fábricas do país e retomaram o controle da Passagem do Elefante e da cidade de Jaffna. Além disso, os Tigres retomaram os territórios em torno de Kilinochchi, ainda ocupados pelo Exército. Em dezembro de 1999, os Tigres tentaram assassinar a presidente Chandrika Kumaratunga. A tentativa foi frustrada, mas ela perdeu um olho, entre outros ferimentos. Logo após o atentado, ela conseguiu ser reeleita como presidente do Sri Lanka. Em abril, a Passagem do Elefante, a estreita faixa de terra que separa os territórios controlados pelos Tigres da península de Jaffna e a região de Vanni, foi completamente reconquistada pelos Tigres. Como resposta, o Exército lançou ofensivas para tentar tomar novamente o sul da península, mas fracassou. No entanto, o Exército do Sri Lanka conseguiu manter a cidade de Jaffna sob o seu controle.

### Esforços pela tentativa da obtenção da paz
A exaustão começou a surgir em ambos os lados da guerra após 5 anos de intensa batalha. Em 2000, grupos ativistas de direitos humanos estimaram que mais de um milhão de pessoas tinham sido desalojadas ou desabrigadas pela guerra. Isto levou a formação massiva de organizações de paz. Naquele ano, a Noruega foi convidada para mediar o conflito. A esperança pela paz foi aumentada após o cessar-fogo unilateral dos Tigres do Tâmil, em dezembro de 2000. Porém, o cessar-fogo unilateral durou apenas quatro meses, quando os Tigres começaram a avançar para norte, pondo em sério risco o complexo militar da Passagem do Elefante, base do Exército com cerca de 17 000 soldados. Em 2001, os Tigres do Tâmil lançaram um ataque suicida contra o Aeroporto Internacional de Bandaranaike, destruindo oito aviões militares e quatro aviões civis. O ataque causou um sério impacto à economia do país, que tem o turismo como uma das principais formas de renda do país.

## Processo pela obtenção da paz em 2002

### Início do cessar-fogo e o memorando de entendimento
Sob pressão internacional, e após os ataques terroristas de 11 de setembro nos Estados Unidos, os Tigres do Tâmil começaram a encontrar meios de encerrar a guerra de forma pacífica, com receio de um possível apoio internacional para o Exército do Sri Lanka, ou mesmo sobre um possível ataque internacional. Ao mesmo tempo, o governo estava sendo severamente criticado pelo seu ideal "guerra pela paz". Após perder praticamente todo o seu apoio, a presidente Kumaratunga teve que dissolver o parlamento e antecipar as eleições. Durante as eleições parlamentares no Sri Lanka de 2001, a vitória de Ranil Wickremasinghe trouxe a esperança do fim da guerra através de negociações e diálogos. Logo após as eleições, os Tigres do Tâmil declararam cessar-fogo unilateral por um período de 30 dias. O governo mostrou reciprocidade e também declarou um cessar-fogo de um mês e declarou uma pausa no embargo econômico imposto pelo governo nas regiões controladas pelos Tigres.

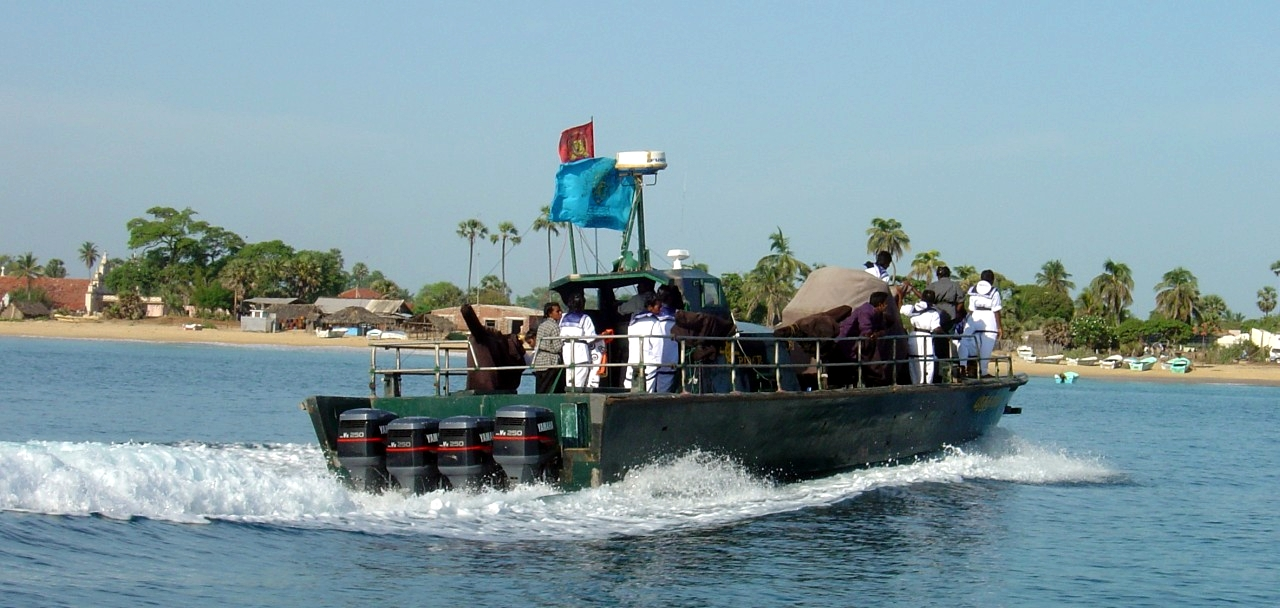
Barco dos "Tigres Marinhos", a marinha dos Tigres do Tâmil

Em fevereiro de 2002, ambos os lados concordaram em assinar um "Memorando de Entendimento", no qual os dois lados, através da mediação da Noruega, se comprometeram a construir um cessar-fogo consolidado e permanente. Para isso, o governo concordou em legalizar novamente os Tigres como uma organização verdadeira. Logo após a assinatura do memorando, voos comerciais para Jaffna foram retomados, e a autoestrada A9, que liga Jaffna ao resto do país, foi liberada. Com isso, a esperança pelo fim da guerra civil cresceu. A partir de então, a tão esperada negociação pela paz definitiva começou. Durante os diálogos, ambos os lados concordaram pelo princípio da solução federal, e os Tigres desistiram da ideia de um estado independente tâmil.

#### Mudanças políticas no Sri Lanka
Após as eleições de 2001, pela primeira vez na história do Sri Lanka, o presidente e o primeiro-ministro eram de partidos diferentes. A convivência entre a presidente Kumaratunga e o primeiro-ministro Wickremasinghe foi extremamente difícil. O partido do primeiro-ministro defendia a paz e a solução federal do conflito. No entanto, o partido da presidente defendia a guerra contra os Tigres, e acusava a organização de utilizar o cessar-fogo apenas como um breve descanso das longas guerras travadas. De fato, os Tigres do Tâmil estavam cobrando pedágio em rodovias sob o seu controle como forma de financiar a organização, e construía bases militares em pontos estratégicos.
Os diálogos entre os Tigres do Tâmil e o governo foram interrompidos em abril de 2003. Segundo os Tigres, havia "descontentamentos" sobre "questões críticas", tais como desrespeito do cessar-fogo em alguns pontos isolados e a falta de repasse de recursos econômicos para as áreas controladas pelos Tigres. O governo disse que os Tigres do Tâmil também estavam desrespeitando o cessar-fogo, e que estava eliminando de forma sumária outros grupos militares tâmis. No final de outubro daquele ano, os Tigres do Tâmil emitiram a sua própria proposta de paz, que apelava para a formação de uma região autônoma tâmil no norte e no leste do Sri Lanka. O primeiro-ministro Wickremasinghe concordou com a proposta. Porém, a proposta encontrou forte oposição do partido da presidente Kumaratunga, que acusou Wickremasinghe de se aliar aos Tigres do Tâmil. A partir de então, a presidente Kumaratunga se aliou com o levante marxista de Janatha Vimukthi Peramuna, e formou a Aliança da Liberdade Popular Unida (UPFA). A presidente também dissolveu o parlamento mais uma vez e convocou novas eleições. A UPFA se consagrou vencedora das eleições, realizadas em abril de 2004, e Mahinda Rajapaksa foi apontado como primeiro-ministro. Inicialmente, houve receios da volta da guerra, mas o governo continuou o processo de paz.

### Cisão dos Tigres do Tâmil
Enquanto isso, houve uma grande fratura entre as partes ocupantes do Norte e do Leste. O Coronel Karuna, o líder dos Tigres do Tâmil na parte leste do Sri Lanka, rompeu relações com os próprios Tigres, e levou consigo mais de 5 000 soldados, mais da metade de todo o contingente do Exército dos Tigres. Esta foi a pior cisão de toda a história dos Tigres do Tâmil. Após um breve período de guerra civil interna, o grupo de Karuna foi rapidamente derrotado, principalmente devido a deserções. Porém, a "Facção Karuna" ainda se faz presente dentro dos Tigres do Tâmil. Os Tigres acusaram o Exército do Sri Lanka de dar suporte ao grupo rebelde, cujos remanescentes formaram um novo partido político, o TamilEela Makkal Viduhalai Pilikal (TMVP), partido tâmil opositor aos Tigres.
Durante este período, o cessar-fogo foi desrespeitado mais de 3 000 vezes por parte dos Tigres, e mais de 300 vezes por parte do Exército, segundo os países mediadores do conflito. Ambos os lados acusavam os seus adversários. O governo acusava os Tigres de assassinar oponentes políticos e de recrutar crianças. Por outro lado, os Tigres acusavam o governo de apoiar financeiramente e belicamente grupos paramilitares, especialmente o grupo de Karuna.

### Tsunami e suas consequências
Em 26 de dezembro de 2004, o tsunami no Oceano Índico matou mais de 30 000 pessoas no Sri Lanka, incluindo nas regiões controladas pelos Tigres do Tâmil. Logo após o tsunami, países e instituições começaram a enviar doações para o país, mas instantaneamente surgiram desacordos sobre como as doações seriam distribuídas nos territórios controlados pelos Tigres. Em junho de 2005, o governo e os Tigres entraram em acordo e assinaram um acordo sobre a Estrutura de Gerenciamento Operacional Pós-tsunami" (P-TOMS). Porém, o P-TOMS recebeu severas críticas, principalmente dos muçulmanos e do levante marxista de Janatha Vimukthi Peramuna. Mais tarde, o governo dissolveu o P-TOMS, o que recebeu severas críticas dos Tigres, que alegavam que as doações não estavam chegando nas áreas controladas pela organização. No entanto, logo após o tsunami, a violência no norte do país diminuiu consideravelmente.
Em agosto de 2005, o Ministro das Relações Exteriores do Sri Lanka, Lakshman Kadirgamar foi assassinado por um membro dos Tigres. A partir de então, os Tigres começaram a ser desprezados pela comunidade internacional, que ficou em silêncio quando o governo adotou medidas militares contra os Tigres em 2006, violando o Memorando de Entendimento assinado em 2002.
Naquele mesmo ano, a Suprema Corte do Sri Lanka decidiu que o mandato da presidente Kumaratunga tinha expirado e convocou novas eleições. Os principais candidatos a presidente foram o ex-primeiro-ministro Ranil Wickremasinghe, deposto pela própria Kumaratunga em 2004, e o então primeiro-ministro Mahinda Rajapaksa. Enquanto isso, os Tigres do Tâmil declararam que o povo tâmil iria boicotar as eleições. Para impor a sua decisão, os Tigres recorreram à violência para evitar que tâmis votassem nas eleições, o que foi decisivo para o seu resultado final, tendo Mahinda Rajapaksa como vencedor. Acredita-se que os tâmis iriam voltar em Wickremasinghe, que perdeu por uma pequena diferença para Rajapaksa.
Logo após a eleição, o líder dos Tigres do Tâmil, Velupillai Prabhakaran, disse que iria retomar as hostilidades em 2006 se o governo não acelerasse o processo de paz.

## Retorno das hostilidades ou a guerra de Eelam IV
Apenas alguns dias após a pronunciação do líder dos Tigres do Tâmil, uma nova onda de violência surgiu. A partir de dezembro de 2005, os Tigres do Tâmil começaram a realizar novos massacres, e a assassinar alvos políticos e intelectuais. A partir de 2008, os Tigres começaram a atacar civis por meio de atentados em ônibus, trens e uma série de ataques isolados, concentrando-se principalmente aos arredores da capital Colombo.

### Diálogos e mais violência
Imediatamente após o retorno da violência, mediadores internacionais, principalmente os Estados Unidos, disseram que se as hostilidades retornarem, os Tigres poderia encarar "um exército mais capaz e mais determinado". Enquanto isso, os massacres a civis continuaram, inclusive contra a própria população tâmil. Como última tentativa, a Noruega e um representante dos Tigres se reuniram em Sri Lanka, e ambas as partes concordaram pela manutenção do "Memorando de Entendimento", o acordo de cessar-fogo assinado em 2002. Logo após as negociações, a violência diminuiu. Porém, os ataques dos Tigres recomeçaram em abril de 2006. As negociações pela paz foram frustradas quando os Tigres do Tâmil se recusaram em dialogar, quando se recusaram a embaraçar num navio para a Índia, local da reunião, que estava sendo escoltado por forças estrangeiras.
Após dias de ataques de ambos os lados, os Tigres do Tâmil realizaram um ataque suicida no Quartel General do Exército, em Colombo, matando 10 soldados. Como retaliação, o Exército bombardeou com aeronaves bases dos Tigres; esta foi a primeira vez que o Exército lançou um ataque aéreo em mais de 5 anos. Os ataques dos Tigres, incluindo o assassinato de Lakshman Kadirgamar, o ataque no Quartel General, e o ataque a um navio com 710 pessoas desarmadas, que não obteve sucesso, levou à União Europeia a considerar a organização como terrorista. Novas tentativas de negociações da paz foram planejadas, mas os Tigres não compareceram nas reuniões. Enquanto isso, vários outros ataques e massacres aconteceram em todo o Sri Lanka, inclusive o assassinato do Ministro da Casa Civil e General Parami Kulatunga. O "Memorando de Entendimento" foi questionado por mediadores internacionais, mas especialistas afirmaram que os atentados não ameaçavam o memorando, e que era inevitável que uma guerra de baixa intensidade fosse evitada.

### Disputa pela barragem de Mavil Aru e as ofensivas dos Tigres do Tâmil contra Muttur e Jaffna
Em julho de 2006, os Tigres do Tâmil cortaram o abastecimento de água para cerca de 15 000 pessoas residentes nas áreas controladas pelo governo. Após negociações frustradas, a Força Aérea do Sri Lanka atacou as forças dos Tigres e reabriu a barragem. Porém, há disputas sobre quem realmente reabriu a barragem. Segundo mediadores internacionais, foram os próprios Tigres que reabriram a barragem após negociações pacíficas entre o Exército e a organização. O governo refutou as alegações, e disse que "a infraestrutura do país não deve ser utilizada como ferramenta de barganha" Sob esta alegação, o governo lançou ofensivas adicionais para afastar as tropas dos Tigres do reservatório. Os Tigres do Tâmil confirmaram as alegações dos mediadores internacionais. Mesmo assim, o governo continuou a investida, e tomou o controle total do reservatório em 15 de agosto. Esta foi a primeira batalha entre os Tigres e o Exército desde 2001.
Enquanto o Exército tomava o controle da barragem de Mavil Aru, os Tigres do Tâmil lançaram uma grande ofensiva a uma base da Marinha do Sri Lanka, além do ataque à cidade de Muttur. 30 civis foram mortos e 25 000 residentes foram obrigados a deixar a cidade. Enquanto isso, o massacre de 17 agentes internacionais contra a fome causou comoção internacional. Os mediadores internacionais culparam o próprio governo pelo massacre, que refutou e disse que o grupo de mediadores não estava no local do evento para acusar prontamente qualquer lado. Ao mesmo tempo, os Tigres lançaram uma grande ofensiva para tentar retomar a península de Jaffna. Inicialmente, os Tigres foram bem-sucedidos, mas após 10 horas de confronto pesado, os Tigres resolveram recuar após a morte de 250 soldados. Cerca de 90 soldados do Exército também morreram após a batalha.

### Ataque aéreo de Chencholai e a queda de Sampur
O Exército lançou um ataque aéreo contra a base dos Tigres de Chencholai, matando 19 garotas tâmis. Segundo o governo, o Exército destruiu um centro de recrutamento de crianças, mas segundo os Tigres, as garotas estavam tendo um curso de primeiros socorros no local. No mesmo dia, o comboio trazendo autocomissário paquistanês para o Sri Lanka foi atacado. Nenhum grupo se responsabilizou, mas o governo culpou os Tigres pelo atentado.
A base naval da Marinha do Sri Lanka, estabelecida em Trincomalee, estava grandemente ameaçada pelas tropas dos Tigres baseadas na cidade de Sampur, próxima à base naval. A base naval era a única conexão do governo entre Jaffna e o restante do país. Para prevenir um possível ataque dos Tigres à base, o Exército retomou a cidade de Sampur, além das localidades de Kaddaiparichchan e de Thoppur. Os Tigres do Tâmil declarou que se a ofensiva continuasse, poderia desconsiderar oficialmente o cessar-fogo. Esta foi a primeira retomada de território desde 2001. 33 soldados do Exército e 200 soldados dos Tigres do Tâmil foram mortos na batalha de Sampur.

### Retaliação dos Tigres do Tâmil e mais negociações pela paz
Após um mês sem batalhas, os Tigres recomeçaram o conflito em outubro de 2006. Numa batalha em Muhamalai, os Tigres mataram cerca de 130 soldados. Dias depois, um ataque suicida realizado pelos Tigres mataram mais de 100 marinheiros da Marinha do Sri Lanka; este foi o pior ataque suicida realizado pelos Tigres em toda a história da guerra civil. Dois dias depois, os Tigres realizaram um atentado na base da Marinha do Sri Lanka no sul do país; esta foi a primeira vez que os Tigres realizaram um ataque direto na região sul do Sri Lanka. Porém, o atentado foi frustrado; todos os quinze participantes do atentado morreram, e apenas um marinheiro foi morto pelos Tigres. Os Tigres desistiram de participar de mais uma rodada de negociações devido a desacordos sobre a utilização da autoestrada A9, a rodovia que liga Jaffna ao restante do país e que estava fechada desde o retorno das hostilidades.

### Ofensivas do governo
Em dezembro de 2006, o Exército começou uma forte investida no território controlado pelos Tigres no leste do Sri Lanka, com o objetivo de expulsar os Tigres do leste do país. Após uma breve pausa devido às fortes chuvas de monção, o Exército retomou a batalha em janeiro de 2007, tendo êxito em conquistar a região de Vaarake, desligando a conexão entre os Tigres do Norte e do Leste. No mês seguinte, o Exército começou uma nova investida no leste do país, e tomou com sucesso a principal base militar dos Tigres no leste do país, situada na localidade de Kokkadicholai, no final de março. Além disso, o Exército conquistou toda a extensão da autoestrada A5, que estava sob controle dos Tigres há mais de 15 anos. Com isso, o território controlado pelos Tigres no leste do país diminuiu para apenas uma área de selva com cerca de 160 km². Durante as batalhas, nove soldados do Exército e 184 soldados dos Tigres morreram.
A ofensiva nos territórios controlados pelos Tigres no norte do país começou em setembro de 2007. Após meses de forte conflito, o Exército conquistou a base militar dos Tigres de Parappakandal, no final de dezembro. Segundo o Exército, ataques aos líderes dos Tigres ocorreram em setembro de 2007, e o líder máximo dos Tigres, Velupillai Prabhakaran, foi seriamente ferido após um ataque aéreo.

## Desistência do governo ao cessar-fogo
Em 2 de janeiro de 2008, o governo do Sri Lanka desistiu oficialmente do cessar-fogo. Países mediadores e doadores demonstraram profundo pesar pela decisão do governo. Os Tigres do Tâmil reagiram à desistência do Sri Lanka ao cessar-fogo, e pediu à comunidade internacional para que revisse os embargos estipulados por outros países sobre a legalidade da organização. Três meses depois da desistência oficial do cessar-fogo, o Exército do Sri Lanka começou uma investida para romper a terceira linha de frente dos Tigres, com o objetivo de alcançar Kilinochchi, a cidade-sede dos Tigres do Tâmil.
A partir de então, o Exército começou a retomar várias cidades do noroeste do Sri Lanka, e tomou a cidade de Viddattaltivu em julho de 2008, a maior cidade da região e base dos "Tigres Marinhos", a marinha dos Tigres do Tâmil. Em 21 de julho, os Tigres chegaram a declarar um cessar-fogo unilateral, devido à reunião de cúpula que iria decorrer em Colombo entre 28 de julho e 4 de agosto. Porém, o governo desconsiderou o cessar-fogo, e chamou a atitude de desnecessária e pífia.

### Ganhos militares significativos do governo
A partir de agosto de 2008, a guerra se intensificou, e o Exército conquistou várias bases dos Tigres e territórios controlados, incluindo as bases do distrito de Mannar durante o começo de agosto, a cidade de Mallavi no começo de setembro, e as cidades de Nachchikuda, última base remanescente dos Tigres Marinhos, além de Kiranchchi, Palavi, Veravil e Valaipadu, em outubro. Em novembro, o Exército retomou a cidade de Mankulam. Porém, mais de 200 000 pessoas foram desalojadas ou ficaram desabrigadas com os intensos conflitos.

### Queda de Kilinochchi
A partir de novembro de 2008, o Exército do Sri Lanka começou um ataque com o objetivo de retomar a cidade de Kilinochchi, a capital de facto dos territórios controlados pelos Tigres do Tâmil. O Exército finalmente retomou a cidade em 2 de janeiro de 2009; Kilinochchi estava sendo controlada pelos Tigres por mais de 10 anos. Após a queda de Kilinochchi, os Tigres começaram a recuar em larga escala; a organização abandonou a toda a península de Jaffna, que foi tomada pelo Exército em 14 de janeiro. A última base remanescente dos Tigres, em Mullaittivu, foi conquistada alguns dias depois. Com isso, o centro de operações dos Tigres se deslocou para uma área de selvas aos arredores da cidade, e o território controlado pelos Tigres se resumiu a apenas 48 km², a menor área controlada pelos Tigres desde o início da guerra civil.

### Queda de Mullaitivu
Após a batalha de Kilinochchi, durante a qual as Forças Armadas do Sri Lanka capturaram a fortaleza dos Tigres do Tâmil na cidade de Kilinochchi, o Ministério da Defesa do Sri Lanka declarou que o próximo alvo das Forças Armadas era a cidade de Mullaitivu, e que a "batalha já tinha começado". Folhetos foram lançados pela Força Aérea sobre a cidade antes da batalha, pedindo para que os civis fossem para "zonas seguras" controladas pelo governo. O governo também suspendeu todos os serviços públicos para permitir que os funcionários públicos deixassem a área. O Exército do Sri Lanka permitiu uma "zona segura" de 32 quilômetros dentro da zona de guerra com o objetivo de acolher os refugiados da cidade. Agências independentes de ajuda relataram que cerca de 230 000 civis estavam dentro da zona segura em torno da cidade durante a batalha.

## Fim da guerra

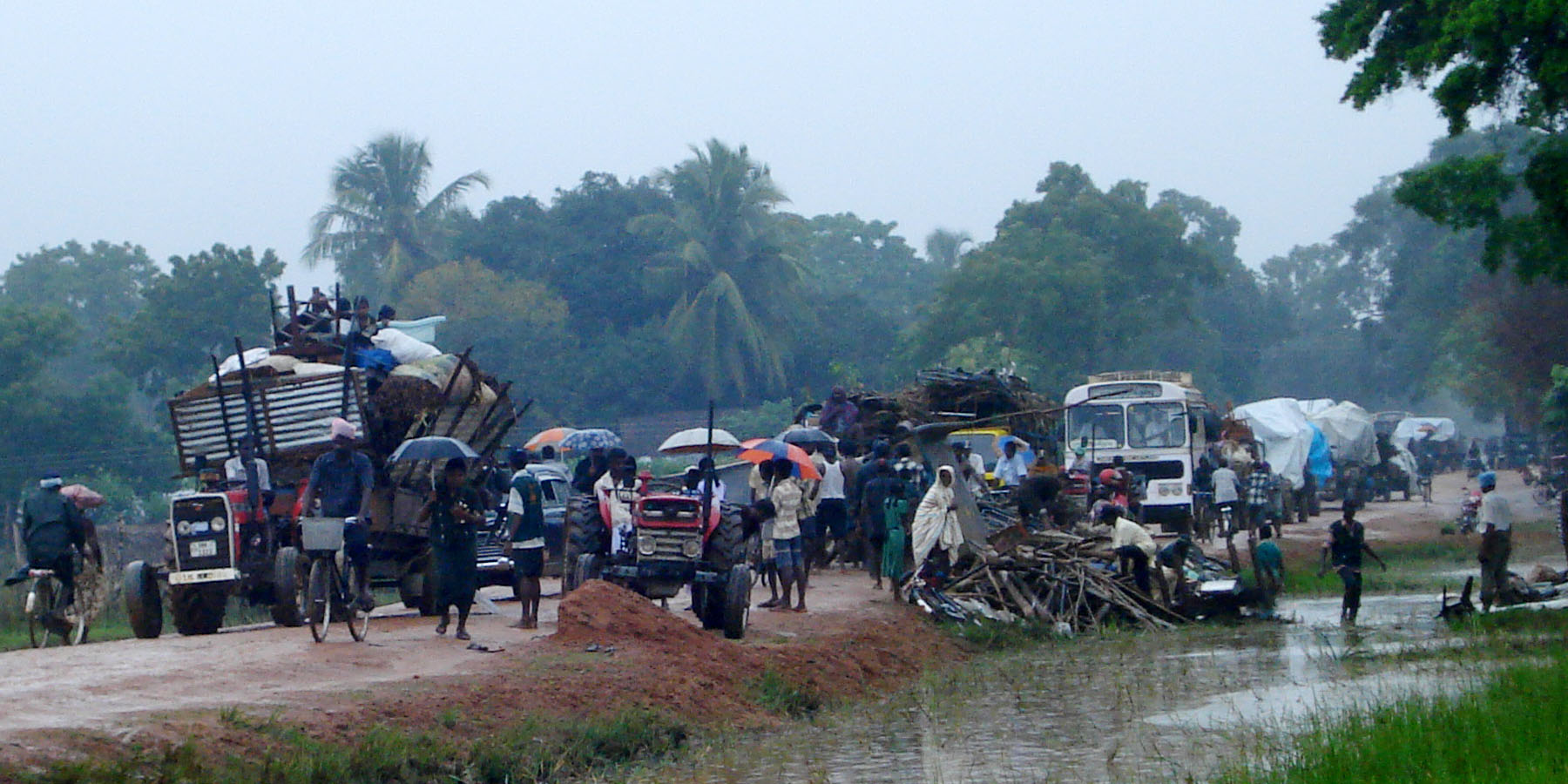
Imagens de refugiados fugindo dos combates, em janeiro de 2009

Com a morte do líder da Tigres de Libertação da Pátria Tâmil, que lutava pela independência do território de minoria hinduísta no norte do país, Velupillai Prabhakaran e de outros 250 rebeldes, o governo do país anunciou em 18 de maio de 2009 o fim da guerra civil de 25 anos. O governo informou que foi retomada a última região que estava nas mãos dos rebeldes. No dia 17 do mesmo mês, a guerrilha já havia comunicado o fim dos combates. "Esta batalha chegou a seu amargo final." Segundo o governo, Prabhakaran foi morto junto com dois de seus comandantes enquanto tentava fugir da zona de guerra em uma van, atingida por mísseis do Exército.
O presidente, Mahinda Rajapaksa, declarou o seguinte: "Meu governo, com total comprometimento das forças armadas, em uma operação humanitária sem precedentes, finalmente derrotou o LTTE militarmente", disse. "Eu retornarei a um país que está totalmente livre dos atos bárbaros do LTTE", em discurso durante um encontro internacional na Jordânia, que foi distribuído para a mídia.